# Pabuaran (Cibinong)
Pabuaran is een bestuurslaag in het regentschap Bogor van de provincie West-Java, Indonesië. Pabuaran telt 76.977 inwoners (volkstelling 2010).